# Alfred Wielopolski (1879–1955)
Alfred Wielopolski, ros. Альфред Сигизмундович Велепольский (ur. 17 lipca 1879 w Wiedniu, zm. 7 maja 1955 w Aruszy) – polski arystokrata, wojskowy armii rosyjskiej (pułkownik), emigrant.
Pochodził z rodu arystokratycznego. W 1899 r. ukończył Korpus Paziów. Służył w stopniu korneta w lejbgwardii Pułku Husarskiego. W 1903 r. awansował na porucznika. Objął funkcję zastępcy dowódcy pułkowego oddziału szkoleniowego. Następnie był członkiem rosyjskiej misji wojskowej w Abisynii. Od 1904 r. w stopniu podesauła służył w 4 Syberyjskim Pułku Kozackim. Został dowódcą sotni. Brał udział w wojnie rosyjsko-japońskiej. W 1906 r. powrócił do służby w lejbgwardii Pułku Husarskiego ze stopniem porucznika. W 1907 r. mianowano go sztabsrotmistrzem. Objął funkcję płatnika Pułku. Następnie dowodził oddziałem zwiadowczym, a potem ponownie oddziałem szkoleniowym Pułku. W 1911 r. w stopniu rotmistrza objął dowództwo szwadronu Pułku. 
Brał udział w I wojnie światowej. Od 1915 r. w stopniu pułkownika był adiutantem w sztabie Pułku. W kwietniu 1917 r. z powodów zdrowotnych odszedł ze służby wojskowej. Podczas wojny domowej w Rosji przybył do Polski. Wiadomo, że w maju 1939 r. zamieszkiwał w Warszawie. W 1940 r. wyjechał do USA.